# Irapuato
20°40′45.138″N 101°21′23.148″V / 20.67920500°N 101.35643000°V
Irapuato er en by og en kommune i den mexikanske delstat Guanajuato. 
Folketællinger fra 2005 viser at der bor 342.561 i byen og 463.103 i hele kommunen. 
En vigtig del af kommunens indtægter kommer fra jordbærdyrking.